# Wat Phra Kaeo (Kamphaeng Phet)

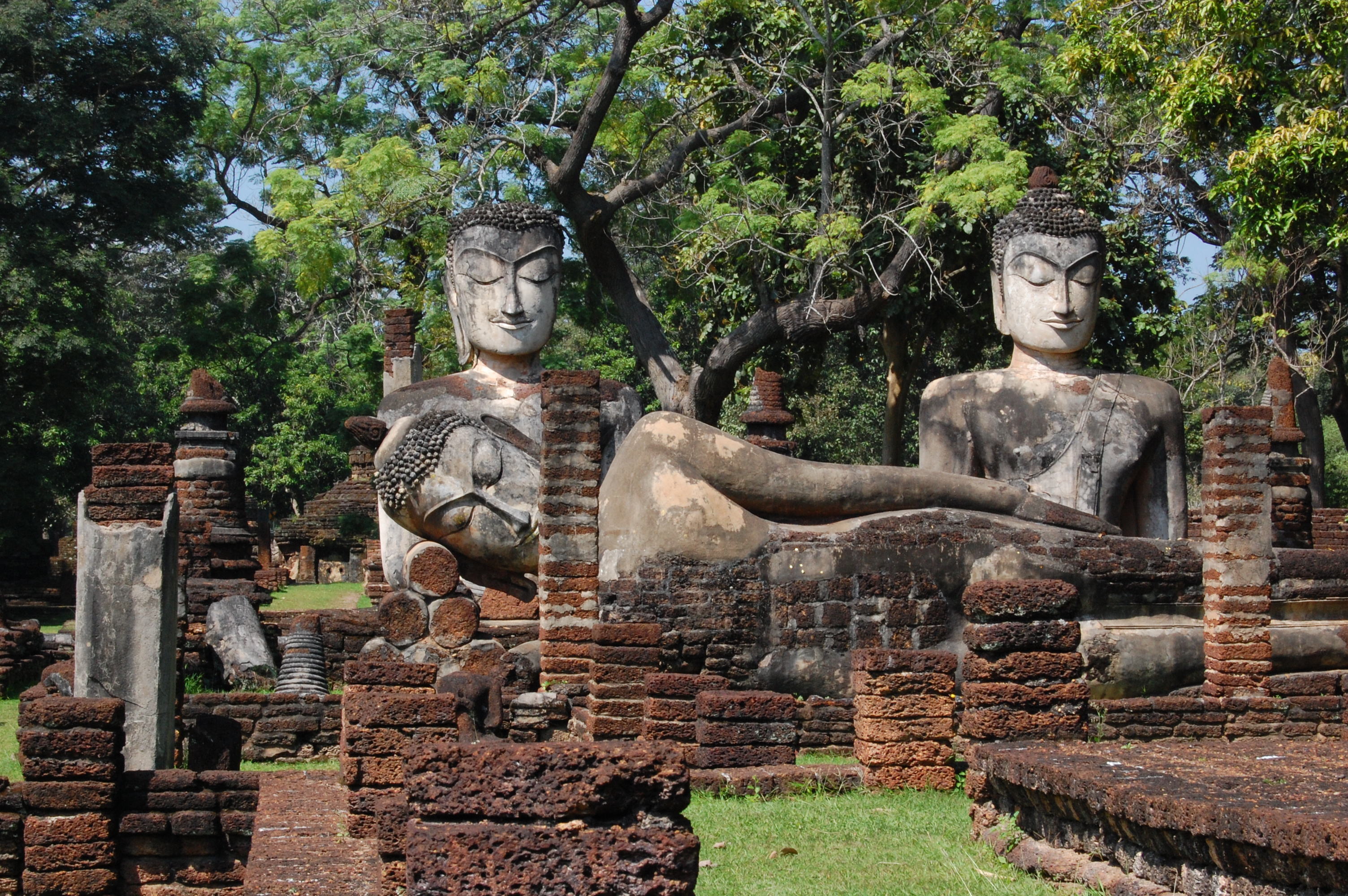
Buddha-Statuen im Wat Phra Kaeo

Der Wat Phra Kaeo (Thai: วัดพระแก้ว, deutsch: „Tempel des Smaragd-Buddha“) ist eine buddhistische Tempelanlage (Wat) in Kamphaeng Phet, Nord-Thailand und bildet die größte Weihestätte der Stadt, zugleich ist es Bestandteil des Weltkulturerbes der UNESCO. Der Name wurde der Anlage von König Mongkut (Rama IV.) anlässlich seines Besuchs Mitte des 19. Jahrhunderts gegeben.
Wat Phra Kaeo ist Teil des Geschichtsparks Kamphaeng Phet.

## Lage
Der Wat Phra Kaeo liegt nahe dem Nationalmuseum im Bezirk der Altstadt von Kamphaeng Phet am Ostufer des Mae Nam Ping (Ping-Fluss). Die Anlage wurde im Zentrum der alten Stadt Kamphaeng Phet angelegt, ähnlich der Wat Mahathat in Sukhothai und der Wat Phra Sri Sanphet in Ayutthaya. Daneben befindet sich die Tempelanlage Wat Phra That.

## Baugeschichte
Der Wat Phra Kaeo wurde als rechteckige Anlage ohne eingefassten Bezirk für Mönche errichtet. Wichtige Bauwerke wurden entlang einer West-Ost-Achse parallel zur Stadtmauer errichtet. Als Umfassung diente eine Mauer aus Sandsteinplatten. Vor dem Tempel steht das Fundament mit dem Laterit-Kern der wichtigsten Buddhastatue. Alle anderen Bauwerke des Wat Phra Kaeo sind aus Sandstein gefertigt und werden von einem großen Chedi in ceylonesischem Stil überragt. 
Nahe dem Kloster befinden sich 35 Fundamente von Stupas unterschiedlicher Baustile. 
Der Legende nach soll der Smaragd-Buddha, der sich heute im Wat Phra Kaeo in Bangkok befindet, einstmals hier zusammen mit der Statue Phra Phuttha Sihing aufbewahrt worden sein, dann wahrscheinlich in diesem Tempel.

## Sehenswürdigkeiten
Neben den Ruinen finden sich acht Wihan und drei Ubosot auf dem Gelände des Tempels. Im Zentrum der rechteckigen Mauer steht ein Chedi, deren Basis von in Nischen stehenden Löwenfiguren umgeben war.